# Eduard Pap
Eduard Pap (n. 1 iulie 1994, Jimbolia, Timiș, România) este un fotbalist român, care joacă pe post de portar la Dumbrăvița în Liga a II-a. Pe plan internațional, are prezențe la națională pentru România Sub-19.

## Carieră
Pap și-a făcut debutul în cariera profesionistă în anul 2013, pentru ACS Poli Timișoara, împotriva rivalilor de la UTA Arad. La primul său meci în Liga I, împotriva CFR Cluj, a avut o performanță foarte bună fără gol primit.

## Legături externe
- Profilul lui Eduard Pap pe Soccerway
- Profil Oficial ACS Poli Arhivat în 7 decembrie 2014, la Wayback Machine.